# Guachichil
Los guachichiles (del náhuatl: kwāchichil ‘gorrión’) o huachichiles son un grupo étnico mexicano de gran extensión territorial entre todos los pueblos chichimecas; hablaban una lengua que actualmente se encuentra en proceso de reconstrucción agrupada en la familia lingüística yutoazteca.
La mayoría de su territorio quedaba en lo que ahora queda dentro de los estados de San Luis Potosí, Zacatecas y sur de Coahuila, pero también ocuparon partes en el norte de Jalisco. Fueron considerados uno de los seis grupos más peligrosos de América al probarse como aguerridos ante el intento de los europeos que los combatieron, teniendo que llegar a establecer treguas continuas y aceptar las demandas de sus líderes locales como la entrega de bienes materiales, ganado y libre tránsito. Claro ejemplo de ello fueron Doña Cihuata, el capitán rebelde Guajuco y el líder bélico Maxorro/Mascorro.
La nación guachichil sigue existiendo en el estado de Guanajuato en el municipio de San Luis de la Paz, y es reconocida por el Instituto Nacional de los Pueblos Indígenas. Tienen miembros en México y Estados Unidos. Se cree que el pueblo huichol desciende de o está relacionado con uno de los antiguos pueblos guachichiles.

## Etimología
Guachichil es un vocablo náhuatl que significa gorrión; de kwāitl, ‘cabeza’ y chichiltik, ‘cosa colorada’ o ‘bermeja’. Se les llamó así porque con frecuencia se pintaban la cabeza de color rojo; había algunos que usaban unos bonetes puntiagudos de cuero colorado que les daban apariencia de gorrión. El vocablo, con la conquista, derivó hacia los de: cuach-, guach-, o huach-, como se conoce hoy en día.

## Territorio

Pinturas rupestres de los guachichiles en el Gran Tunal.

Los guachichiles ocupaban un vasto territorio que comprendía gran parte de casi todos los actuales estados de San Luis Potosí, Aguascalientes, Guanajuato, Querétaro, el suroeste de Nuevo León y de Coahuila, así como el noreste de Zacatecas. Su centro principal era el Tunal Grande, donde recolectaban tunas y mezquites. 

Se dice que el Gran Tunal era un extenso territorio; algunos lo sitúan en el centro y altiplano potosino, abarcando parte de Zacatecas, mientras que otros lo ubican en el centro-oriente potosino, tocando parte de Guanajuato.

## Lengua
El conocimiento sobre la lengua huachichil es limitado. Algunos especialistas la han clasificado dentro de la familia yutoazteca, que incluye lenguas como el cora y el huichol, aunque con claras diferencias. Otros, como Mendizábal y Jiménez, la ubicaron en la familia coahuilteca, aunque esta hipótesis fue descartada. Los registros son muy escasos y se limitan a unas pocas palabras de origen incierto, lo que impide una conclusión definitiva sobre su clasificación.

## Tradiciones y costumbres
Las costumbres de los guachichiles estaban relacionadas con la movilidad, la caza, la recolección y la participación en celebraciones comunales conocidas como mitotes. Se sabe que los guachichiles y zacatecos viajaban al noreste de México en busca de bisontes. Aunque este animal a veces descendía hasta Zacatecas y San Luis Potosí, los guachichiles y otros grupos se aventuraban al noreste de México para cazarlos. Según estudios antropológicos efectuados en sus restos, se ha deducido que su estatura oscilaba entre 1.60 y 1.68 metros.
Los guachichiles no eran completamente nómadas, sino seminómadas. Aunque tradicionalmente se ha considerado que los cazadores-recolectores del norte de México, como los guachichiles, eran nómadas, la evidencia sugiere que estos grupos establecían campamentos fijos durante largos períodos debido a la abundancia de recursos en la región, como las tunas y los mezquites. Por lo tanto, se asentaban en el área durante varios meses del año, especialmente durante la época de floración y fructificación de estos recursos. Esta capacidad de establecerse por períodos prolongados, manteniendo al mismo tiempo la habilidad de movilizarse, los clasifica como seminómadas.

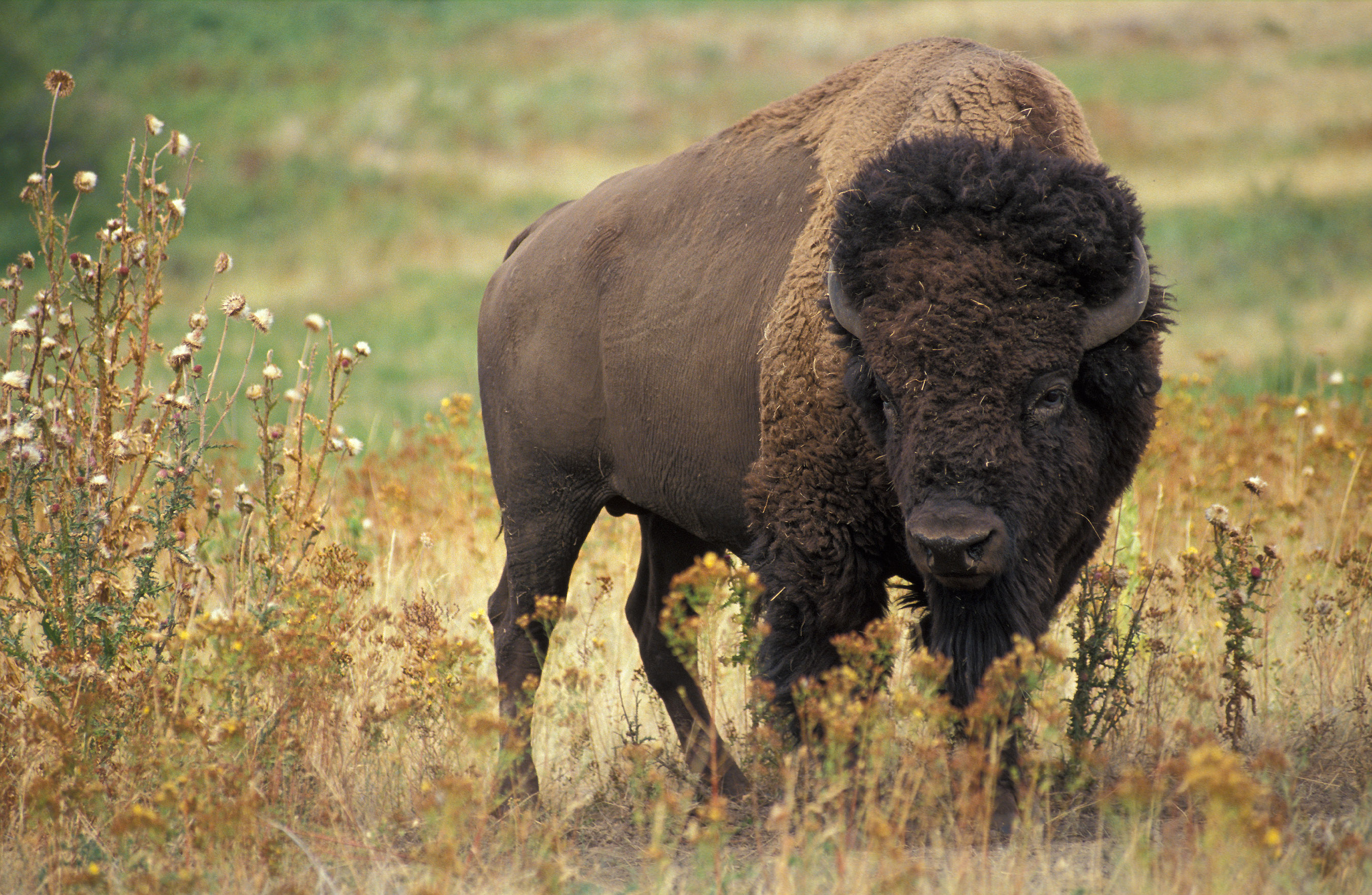
Bisonte americano.

### Canibalismo
Según lo mencionado por los zacatecos, los guachichiles eran caníbales. Aunque se ha señalado la práctica del canibalismo, esta se limitaba a ceremonias rituales. Así, practicaban el canibalismo, el cual, al igual que otros grupos de México, era completamente ritual. Por lo tanto, solo consumían partes específicas del cuerpo humano en ocasiones especiales y de individuos muy singulares.

### Sacrificios
Los sacrificios estaban presentes en todas sus prácticas, y la sangre jugaba un papel importante en sus ceremoniales rituales. Se realizaban autosacrificios hasta ensangrentarse con flechas de hueso, madera o piedra. Por ejemplo, cuando nacía un hijo primogénito, el cuerpo del padre era sometido a heridas con objetos punzocortantes. En otras ceremonias de iniciación, se pasaban huesos afilados por la oreja y también se pintaban la piel con la sangre que les brotaba. Durante los mitotes previos al sacrificio de prisioneros españoles, los obligaban a bailar junto con ellos.

Pico Bernalejo en el Gran Tunal.

## Organización militar
Los guachichiles tenían una organización militar basada en la defensa de su territorio, caracterizados por su capacidad de realizar emboscadas y resistir contra las incursiones españolas. La confederación guachichil-zacateca mantenía una alianza para repeler ataques y defender el territorio. 
Pedro de Ahumada señaló que estas alianzas les permitían actuar de forma coordinada en el control del espacio, con un énfasis en su capacidad para emboscar caravanas y asentamientos españoles.

## Impacto de la conquista española en los guachichiles
La conquista española tuvo un impacto significativo en los guachichiles, uno de los grupos más aguerridos entre los pueblos chichimecas del norte de México. A mediados del siglo XVI, el descubrimiento de minas en Zacatecas en 1546 trajo consigo un aumento en los asentamientos y expediciones españolas en el territorio guachichil. La relación entre los españoles y los guachichiles se caracterizó por enfrentamientos continuos, ya que estos defendían su territorio de la invasión española.

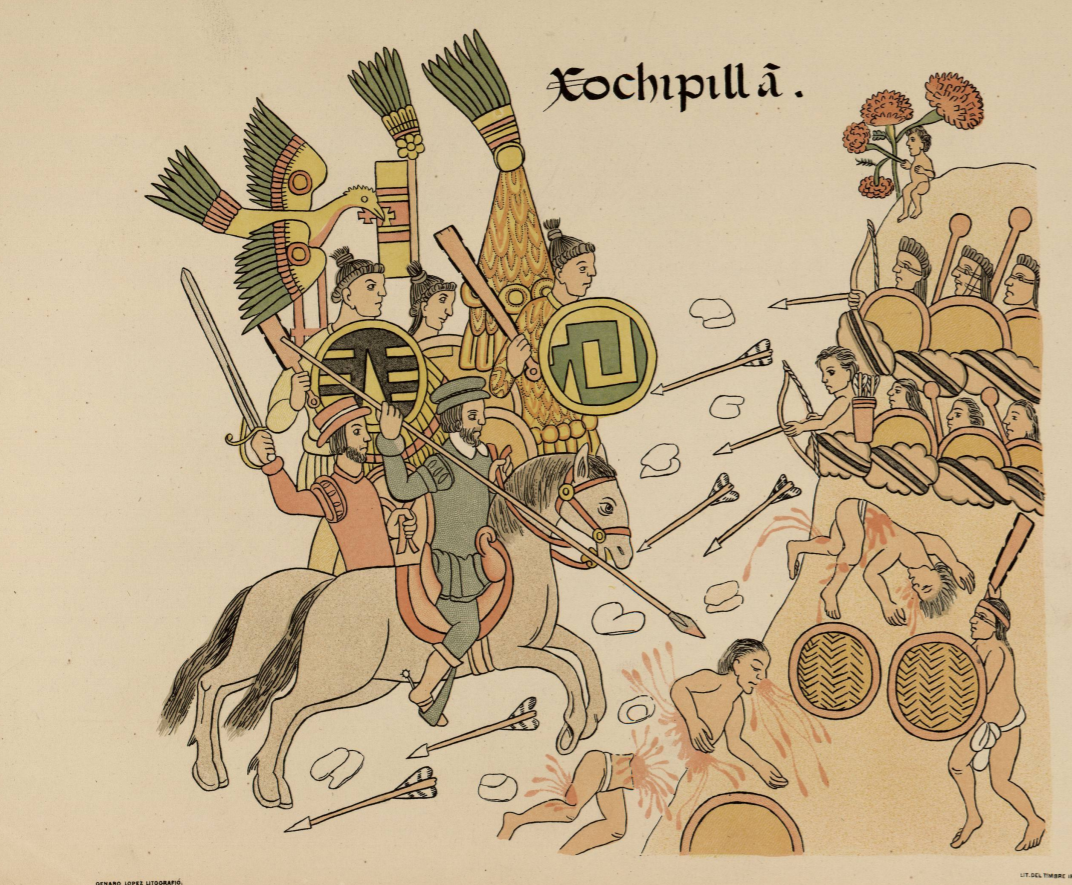
Guerra Chichimeca.

El conflicto más notable fue la Guerra Chichimeca (1550-1600), durante la cual los guachichiles lucharon junto a otros grupos chichimecas para resistir la colonización. A pesar de las campañas militares y las políticas de pacificación, los guachichiles lograron mantener su resistencia durante varias décadas. Sin embargo, en 1590 se llegó a un acuerdo de paz impulsado por el capitán Miguel Caldera, quien utilizó una mezcla de fuerza militar y alianzas políticas para pacificar a los guachichiles y otros grupos chichimeca.
La conquista tuvo un efecto devastador sobre los guachichiles. Hacia finales del siglo XVI, su población había disminuido considerablemente debido a la guerra, las enfermedades introducidas por los europeos y la esclavitud. Muchos guachichiles fueron desplazados de sus territorios y forzados a integrarse en las reducciones o misiones establecidas por los franciscanos, como la de San Esteban de Nueva Tlaxcala. Muchas de las costumbres, lenguas y formas de vida de los chichimecas fueron erradicadas, y muchos grupos fueron exterminados o asimilados a la fuerza.

## Debates y especulaciones sobre guachichiles y huicholes
Aunque algunos han especulado sobre una posible relación entre los huicholes y los guachichiles, las costumbres de los huicholes son muy diferentes de las de los antiguos guachichiles. Además, la lengua huichol no es una variante del náhuatl, sino una lengua hermana, y que incluso si lo fuera, no aportaría nada significativo a los estudios sobre esta relación. 
Es más razonable explorar una conexión con los guaxabanes, un grupo que, durante la conquista, tenía contacto con los cabezas rojas (una forma de referirse a los guachichiles, quienes pintaban sus cabezas de rojo), ya que compartían el mismo idioma. Esto indica que la relación lingüística entre los huicholes y los guachichiles es poco probable, y que cualquier vínculo cultural entre ellos debería buscarse más en los guaxabanes, que sí interactuaron con los guachichiles.